# Референдум в Венгрии (2003)
Референдум о вступлении Венгрии в Европейский союз состоялся 12 апреля 2003 года. При явке в 45,59 % подавляющее большинство проголосовавших (более 80 %) высказались за вступление Республики Венгрии в Евросоюз. 1 мая 2004 года с учётом результатов референдума Венгрия официально вступила в ЕС.

## Предпосылки
Заявка Венгрии на членство в Евросоюз была подана 31 марта 1994 года, а с 1998 года началась подготовка непосредственно к присоединению к этому сообществу. На саммите Европейского совета, прошедшего в декабре 2002 года в Копенгагене, Венгерская Республика стала одной из 10 государств, приглашённых к вступлению в ЕС в 2004 году. Все ведущие политические партии Венгрии пришли к соглашению о том, что членство страны в Евросоюзе должен подтвердить общенациональный референдум.
Национальное собрание Венгрии в 1997 году предложило изменить правила проведения референдумов в стране — теперь для признания его состоявшимся явка должна составить не 50 %, как было раньше, а всего 25 %. В декабре 2002 года в Конституцию были внесены поправки, необходимые для возможности проведения плебисцита о вступлении страны в ЕС. Также было принято решение о том, что пройдёт он 12 апреля 2003 года.

## Вопрос референдума
Участникам референдума предлагалось ответить положительно либо отрицательно на вопрос:

Согласны ли Вы с тем, что Венгерская Республика должна стать членом Европейского союза?
Оригинальный текст (венг.)Egyetért-e azzal, hogy a Magyar Köztársaság az Európai Unió tagjává váljon?

## Результаты
| Да или нет               | Голосов   | Процент  |
| ------------------------ | --------- | -------- |
| Да                       | 3 056 027 | 83,35 %  |
| Нет                      | 592 690   | 16,16 %  |
| Действительных голосов   | 3 648 717 | 99,51 %  |
| Недействительных голосов | 17 998    | 0,49 %   |
| Всего голосов            | 3 666 715 | 100,00 % |
| Явка                     | 45,59 %   | 45,59 %  |
| Требуемый порог явки     | 25,00 %   | 25,00 %  |